# Tierps VBK
Tierps VBK är en volleybollklubb från Tierp, Sverige. Klubben bildades 1983 och spelar sina hemmamatcher i Centralhallen.
Herrlaget har spelat i Elitserien under mer än tjugo säsonger sedan debuten 1997. Herrlaget har en andraplats i elitserien 2004/2005 och en seger i svenska cupen 2010 som främsta meriter. 2018 drog klubben sig dock ur Elitserien på grund av spelarbrist.
Damlaget spelade tre säsonger i Elitserien under åren 2003–2006 